# Aeroportul Municipal Hanover County
Aeroportul Municipal Hanover County (IATA: OFP, ICAO: KOFP, FAA LID: OFP) este un aeroport din Virginia, Statele Unite ale Americii ce deservește zona Richmond. Aeroportul a fost tranzitat în 2019 de 10 pasageri.
Situat la o altitudine de 63 m, aeroportul dispune de 1 pistă.

## Infrastructură

### Piste
Aeroportul dispune de o singură pistă. Pista 16/34 are suprafața de asfalt și dimensiunile 5.402 picioare × 100 picioare. 